# Platydesma rostrata
Platydesma rostrata är en vinruteväxtart som beskrevs av Wilhelm B. Hillebrand. Platydesma rostrata ingår i släktet Platydesma och familjen vinruteväxter. Inga underarter finns listade i Catalogue of Life.